# Zamek w Borysławicach Zamkowych
Zamek w Borysławicach Zamkowych – zamek biskupi z XV wieku znajdujący się w Borysławicach Zamkowych w województwie wielkopolskim.

## Historia
Zamek wzniesiony został w stylu gotyckim, na kępie otoczonej wodami Rgielewki. Jego budowę rozpoczął ok. 1425 roku prymas Wojciech Jastrzębiec. Następni właściciele wsi, Russoccy i Szczawińscy, nie zmienili znacząco wyglądu zamku. Zniszczony w 1656 r. przez wojska szwedzkie, zamek popadł w ruinę już w XVIII wieku. Do dziś zachowała się cześć wieży bramnej, szczątki murów przedbramia oraz fragmenty murów budynków mieszkalnych.
Obecnie ruiny zamku są własnością prywatną i nie są udostępnione do zwiedzania.

## Architektura
Pierwotny zamek składał się z dwóch równolegle usytuowanych, trzykondygnacyjnych budynków mieszkalnych zamkniętych w obwodzie murów obronnych o wymiarach 21 x 25 m. Na utworzony przez nie wąski, brukowany dziedziniec prowadziła od południowego wschodu brama wjazdowa. W narożniku znajdowała się wieloboczna wieżyczka. Zamek w takiej postaci stanowił charakterystyczny przykład siedziby rycerskiej z pierwszej połowy XV wieku. W drugiej połowie tegoż wieku otoczono go zewnętrznym obwodem niskich murów (38 x 41 m), tworząc międzymurze o szerokości ok. 7 metrów. Wzniesiono też nowe przedbramie. Na początku XVI wieku na jego murach stanęła trzykondygnacyjna, czworoboczna wieża dekorowana blendami, a przed nią – przedbramie wzmocnione skarpami. W północno-wschodniej części międzymurza powstał nowy budynek, prawdopodobnie lamus, częściowo wystający poza linię zewnętrznego muru. Na początku XVII wieku połączono wąskim skrzydłem dwa budynki mieszkalne, zmniejszając tym samym powierzchnię dziedzińca.